# Schwabhausen, Bayern
Schwabhausen är en kommun och ort i Landkreis Dachau i Regierungsbezirk Oberbayern i förbundslandet Bayern i Tyskland.